# Мараан
Мараан, (на португалски: Maraã) е град – община в централната част на бразилския щат Амазонас. Общината е част от икономико-статистическия микрорегион Жапура, мезорегион Северен Амазонас. Населението на общината към 2010 г. е 17 364 души, а територията е 16 910.419 km² (1,03 д./km²).
Основана е по силата на щатски закон № 96, от 19 декември 1955 г.